# 今町駅
今町駅（いままちえき）は、かつて宮崎県都城市五十町にあった日本国有鉄道（国鉄）志布志線の駅である。志布志線廃止に伴い1987年（昭和62年）3月28日に廃駅となった。

## 歴史
- 1923年（大正12年）1月14日：開業[1]。
- 1959年（昭和34年）12月25日：貨物取扱廃止[1]。
- 1963年（昭和38年）4月10日：荷物扱い廃止[1]。同月、交換設備撤去。
- 1965年（昭和40年）10月1日：無人駅化。
- 1978年（昭和53年）3月：駅舎改装[2]。
- 1987年（昭和62年）3月28日：志布志線廃止に伴い廃駅となる[1]。

## 駅構造
- 片面ホーム1面1線を持つ交換不能駅であった。
  - かつては相対式ホーム2面2線を持つ交換可能駅で、廃止されたホームの跡が残っていた。
- 廃止時には無人駅であった。
- 戦後まもなく建設された小柄なコンクリートの駅舎があり、無人化後廃止時まで存在していた。

## 駅周辺
駅跡地は鉄道記念公園として整備され、ホームや駅名標などが残されている。また国鉄C12形蒸気機関車の64号機が静態保存されている。

## 隣の駅
日本国有鉄道
志布志線
西都城駅 - 今町駅 - 末吉駅